# Trophée européen de hockey sur glace
Pour les articles homonymes, voir Trophée européen.
Le Trophée européen (en anglais : European Trophy) est un tournoi annuel de hockey sur glace. Il met aux prises des clubs européens.

## Historique
Il se déroule durant la pré-saison. Il a été créé en 2010. Il remplace le Trophée nordique (en anglais : Nordic Trophy) qui était disputé par des équipes nordiques. Il se conclut par le Red Bulls Salute, tournoi organisé depuis 2005. En 2014, il est remplacé par la Ligue des champions organisé par la Fédération internationale de hockey sur glace.

## Équipes engagées
Trente deux équipes réparties en quatre groupes s'affrontent. Chaque équipe affronte une fois les autres équipes de son groupe et dispute quatre matchs à domicile. Les quatre premiers de chaque groupe sont qualifiés pour le Red Bulls Salute joué à Bratislava et Vienne sur le mode d'un tournoi à élimination directe.
| Division | Équipe                      | Ville            | Patinoire                   | Capacité | Entrée dans le tournoi |
| -------- | --------------------------- | ---------------- | --------------------------- | -------- | ---------------------- |
| Nord     | Oulun Kärpät                | Oulu             | Oulun Energia Areena        | 6 614    | 2006                   |
| Nord     | Eisbären Berlin             | Berlin           | O2 World                    | 14 200   | 2010                   |
| Nord     | EC Red Bull Salzbourg       | Salzbourg        | Eisarena Salzbourg          | 3 600    | 2010                   |
| Nord     | Luleå HF                    | Luleå            | Coop Norrbotten Arena       | 6 200    | 2011                   |
| Nord     | Kometa Brno                 | Brno             | Kajot Arena                 | 7 200    | 2011                   |
| Nord     | Mountfield České Budějovice | České Budějovice | Budvar Arena                | 6 421    | 2011                   |
| Nord     | Plzeň 1929                  | Plzeň            | ČEZ Aréna                   | 8 420    | 2011                   |
| Nord     | Hambourg Freezers           | Hambourg         | O2 World                    | 12 947   | 2012                   |
| Sud      | Linköpings HC               | Linköping        | Cloetta Center              | 8 500    | 2006                   |
| Sud      | HV71                        | Jönköping        | Kinnarps Arena              | 7 038    | 2008                   |
| Sud      | Sparta Prague               | Prague           | Tipsport Arena              | 16 995   | 2010                   |
| Sud      | Pirati Chomutov             | Chomutov         | Multifunkční aréna Chomutov | 5 250    | 2012                   |
| Sud      | KalPa                       | Kuopio           | Kuopion Jäähalli            | 5 225    | 2011                   |
| Sud      | Slovan Bratislava           | Bratislava       | Slovnaft Arena              | 10 000   | 2011                   |
| Sud      | UPC Vienna Capitals         | Vienne           | Albert Schultz Eishalle     | 7 000    | 2011                   |
| Sud      | JYP                         | Jyväskylä        | Synergia-areena             | 4 628    | 2012                   |
| Est      | TPS                         | Turku            | HK Arena                    | 11 820   | 2006                   |
| Est      | Tappara                     | Tampere          | Hakametsä Areena            | 7 800    | 2006                   |
| Est      | Djurgårdens IF              | Stockholm        | Hovet                       | 8 094    | 2006                   |
| Est      | CP Berne                    | Berne            | PostFinance-Arena           | 17 131   | 2010**                 |
| Est      | Bílí Tygři Liberec          | Liberec          | Tipsport Arena              | 7 500    | 2011                   |
| Est      | ČSOB Pojišťovna Pardubice   | Pardubice        | ČEZ Aréna                   | 10 194   | 2011                   |
| Est      | Brynäs IF                   | Gävle            | Läkerol Arena               | 8 585    | 2012                   |
| Est      | HC Fribourg-Gottéron        | Fribourg         | Patinoire Saint-Léonard     | 7 144    | 2012                   |
| Ouest    | Färjestads BK               | Karlstad         | Löfbergs Lila Arena         | 8 647    | 2006                   |
| Ouest    | Frölunda Indians            | Göteborg         | Scandinavium                | 12 044   | 2006                   |
| Ouest    | HIFK                        | Helsinki         | Helsingin Jäähalli          | 8 200    | 2006                   |
| Ouest    | Jokerit                     | Helsinki         | Hartwall Arena              | 13 349   | 2008                   |
| Ouest    | ZSC Lions                   | Zurich           | Hallenstadion               | 10 700   | 2010**                 |
| Ouest    | Adler Mannheim              | Mannheim         | SAP Arena                   | 10 600   | 2010                   |
| Ouest    | ERC Ingolstadt              | Ingolstadt       | Saturn Arena                | 4 815    | 2012                   |
| Ouest    | EV Zoug                     | Zoug             | Bossard Arena               | 7 015    | 2012                   |

## Palmarès
| Numéro           | Édition          | Vainqueur             | Finaliste        | Score            |
| Trophée nordique | Trophée nordique | Trophée nordique      | Trophée nordique | Trophée nordique |
| ---------------- | ---------------- | --------------------- | ---------------- | ---------------- |
| 1                | 2006             | Färjestad BK          | Kärpät Oulu      | 5 - 1            |
| 2                | 2007             | Kärpät Oulu           | Frölunda HC      | 5 - 2            |
| 3                | 2008             | Linköpings HC         | Frölunda HC      | 5 - 4            |
| 4                | 2009             | Djurgårdens IF        | Linköpings HC    | 4 - 1            |
| 4                | 2009             | Tappara               | HIFK             | 2 - 0            |
| Trophée européen |                  |                       |                  |                  |
| 1                | 2010             | Eisbären Berlin       | HV 71 Jönköping  | 5 - 3            |
| 2                | 2011             | EC Red Bull Salzbourg | Jokerit          | 3 - 2            |
| 3                | 2012             | Luleå HF              | Färjestads BK    | 2 - 0            |
| 4                | 2013             | JYP Jyväskylä         | Färjestads BK    | 2 - 1            |

## Junior
Le Trophée européen est organisé parallèlement pour la catégorie junior.